# European Sports Media
European Sports Media (ESM), ранее известная как European Sports Magazines — организация, представляющая собой объединение некоторых европейских изданий, в определённой части ориентированных на футбольную сферу. European Sports Media была основана 9 июня 1989 года как международная организация футбольной журналистики.

## Участники
Учредителями этой организации стали:
- A Bola
- Don Balón[англ.]
- La Gazzetta dello Sport
- kicker
- Onze Mondial[фр.]
- Sport[нем.]
- Sport/Foot Magazine[фр.]
- Voetbal International[англ.]
- World Soccer

Со временем участники European Sports Media изменялись. Текущими участниками являются: 
- A Bola
- ELF Voetbal[нидерл.]
- Fanatik[англ.]
- Frankfurter Allgemeine Zeitung
- La Gazzetta dello Sport
- kicker
- Marca
- Nemzeti Sport
- So Foot[фр.]
- Sport/Foot Magazine[фр.]
- Спорт-Экспресс
- De Telegraaf/telesport
- Tipsbladet[англ.]
- World Soccer

## Награды
European Sports Media вручает следующие награды:
- «Золотая бутса». Начиная с сезона 1996/97 ESM вручает данную награду наиболее результативному бомбардиру в европейских чемпионатах[1].
- Приз лучшему футболисту года в Европе и Приз лучшей футболистке года в Европе. В партнёрстве с УЕФА ESM проводит голосование и присуждает эти награды, ежегодно вручаемые лучшему мужскому и женскому игроку сезона[1][3]
- Приз лучшему футбольному тренеру года[англ.] и Приз лучшему женскому футбольному тренеру года[англ.]. С 2020 года в партнёрстве с УЕФА ESM проводит голосование и вручает данные награды[4]

Помимо этого, с 1995 года ESM составляет символическую сборную из лучших игроков сезона. Каждое издание, входящее в состав организации, ежемесячно составляет сборную из лучших игроков в европейских лигах с сентября по май каждого сезона. Игроки, попавшие в данные команды наибольшее количество раз в итоге попадают в сборную сезона ESM.

## Сборная сезона ESM

### 1990-е
| Сезон   | Вратарь           | Защитники                                                      | Полузащитники                                                  | Нападающие                              |
| ------- | ----------------- | -------------------------------------------------------------- | -------------------------------------------------------------- | --------------------------------------- |
| 1994/95 | Витор Баия        | Паоло Мальдини Маттиас Заммер Франк Райкард Данни Блинд        | Джанфранко Дзола Яри Литманен Микаэль Лаудруп                  | Иван Саморано Алан Ширер Юрген Клинсман |
| 1995/96 | Эдвин ван дер Сар | Паоло Мальдини Франк де Бур Лоран Блан Данни Блинд             | Алессандро Дель Пьеро Раи Яри Литманен Мехмет Шолль            | Джордж Веа Эрик Кантона                 |
| 1996/97 | Анджело Перуцци   | Роберто Карлос Фернандо Йерро Чиро Феррара Жослен Англома      | Рауль Алессандро Дель Пьеро Кларенс Зеедорф Луис Энрике        | Роналдо Давор Шукер                     |
| 1997/98 | Анджело Перуцци   | Роберто Карлос Фернандо Йерро Лоран Блан Гари Невилл           | Алессандро Дель Пьеро Зинедин Зидан Фернандо Редондо Луиш Фигу | Роналдо Кристиан Вьери                  |
| 1998/99 | Карлос Роа        | Биксант Лизаразю Яп Стам Лоран Блан Лилиан Тюрам               | Ривалдо Синиша Михайлович Штефан Эффенберг Дэвид Бекхэм        | Рауль Габриэль Батистута                |
| 1999/00 | Оливер Кан        | Роберто Карлос Паоло Мальдини Синиша Михайлович Жослен Англома | Ривалдо Хуан Себастьян Верон Рой Кин Луиш Фигу                 | Рауль Андрей Шевченко                   |

### 2000-е
| Сезон   | Вратарь           | Защитники                                                    | Полузащитники                                                         | Нападающие                                       |
| ------- | ----------------- | ------------------------------------------------------------ | --------------------------------------------------------------------- | ------------------------------------------------ |
| 2000/01 | Оливер Кан        | Роберто Карлос Сами Хююпия Алессандро Неста Жослен Англома   | Павел Недвед Франческо Тотти Мехмет Шолль Гаиска Мендьета             | Майкл Оуэн Эрнан Креспо                          |
| 2001/02 | Франческо Тольдо  | Роберто Карлос Вальтер Самуэль Лусио Карлес Пуйоль           | Фредрик Юнгберг Зинедин Зидан Михаэль Баллак Рубен Бараха             | Руд ван Нистелрой Кристиан Вьери                 |
| 2002/03 | Джанлуиджи Буффон | Паоло Мальдини Даниэль Ван Бюйтен Карлес Пуйоль Лилиан Тюрам | Роберто Карлос Павел Недвед Зинедин Зидан                             | Кристиан Вьери Матея Кежман Рой Макай            |
| 2003/04 | Тимо Хильдебранд  | Роберто Карлос Вальтер Самуэль Роберто Айяла Паулу Феррейра  | Роналдиньо Франческо Тотти Зинедин Зидан Людовик Жюли                 | Андрей Шевченко Тьерри Анри                      |
| 2004/05 | Петр Чех          | Фабио Каннаваро Джон Терри Карлес Пуйоль                     | Фрэнк Лэмпард Марк Ван Боммел Деку Роналдиньо                         | Арьен Роббен Самюэль Это’о Андрей Шевченко       |
| 2005/06 | Петр Чех          | Карлес Пуйоль Лусио Крис                                     | Роналдиньо Фрэнк Лэмпард Эстебан Камбьяссо Жуниньо Пернамбукано       | Лионель Месси Самюэль Это’о Лука Тони            |
| 2006/07 | Грегори Купе      | Марко Матерацци Неманья Видич Дани Алвес                     | Деян Станкович Франческо Тотти Жуниньо Пернамбукано Криштиану Роналду | Златан Ибрагимович Дидье Дрогба Фредерик Кануте  |
| 2007/08 | Икер Касильяс     | Серхио Рамос Кристиан Пануччи Рио Фердинанд Вильям Галлас    | Криштиану Роналду Сеск Фабрегас Франк Рибери                          | Лионель Месси Златан Ибрагимович Фернандо Торрес |
| 2008/09 | Эдвин ван дер Сар | Дани Алвес Джон Терри Майкон Неманья Видич                   | Лионель Месси Хави Стивен Джеррард                                    | Ведад Ибишевич Самюэль Это’о Графите             |
| 2009/10 | Жулио Сезар       | Джон Терри Майкон Лусио                                      | Дани Алвес Сеск Фабрегас Фрэнк Лэмпард Уэсли Снейдер                  | Лионель Месси Арьен Роббен Уэйн Руни             |

### 2010-е
| Сезон   | Вратарь               | Защитники                                                                | Полузащитники                                     | Нападающие                                                    |
| ------- | --------------------- | ------------------------------------------------------------------------ | ------------------------------------------------- | ------------------------------------------------------------- |
| 2010/11 | Виктор Вальдес        | Дани Алвес Матс Хуммельс Неманья Видич Жерар Пике                        | Хави Андрес Иньеста Нури Шахин                    | Лионель Месси Криштиану Роналду Самюэль Это’о                 |
| 2011/12 | Мануэль Нойер         | Венсан Компани Дани Алвес Серхио Рамос Матс Хуммельс                     | Хави Синдзи Кагава Андреа Пирло                   | Лионель Месси Криштиану Роналду Робин ван Перси               |
| 2012/13 | Мануэль Нойер         | Филипп Лам Данте Джорджо Кьеллини                                        | Бастиан Швайнштайгер Томас Мюллер Илкай Гюндоган  | Гарет Бейл Лионель Месси Златан Ибрагимович Криштиану Роналду |
| 2013/14 | Тибо Куртуа           | Жерар Пике Пепе Меди Бенатья Давид Алаба                                 | Филипп Лам Яя Туре Артуро Видаль                  | Криштиану Роналду Луис Суарес Златан Ибрагимович              |
| 2014/15 | Мануэль Нойер         | Бранислав Иванович Серхио Рамос Джорджо Кьеллини Жерар Пике              | Арьен Роббен Эден Азар Сеск Фабрегас              | Лионель Месси Криштиану Роналду Луис Суарес                   |
| 2015/16 | Кейлор Навас          | Марсело Диего Годин Жерар Пике Филипе Луис                               | Поль Погба Анхель Ди Мария Н’Голо Канте           | Луис Суарес Гонсало Игуаин Лионель Месси                      |
| 2016/17 | Джанлуиджи Буффон     | Марсело Серхио Рамос Давид Луис Леонардо Бонуччи                         | Н’Голо Канте Тьяго Алькантара Пауло Дибала        | Криштиану Роналду Лионель Месси Эдинсон Кавани                |
| 2017/18 | Марк-Андре тер Стеген | Джорджо Кьеллини Самюэль Умтити Николас Отаменди Жорди Альба             | Андрес Иньеста Кевин Де Брёйне Давид Сильва       | Мохаммед Салах Лионель Месси Неймар                           |
| 2018/19 | Марк-Андре тер Стеген | Йозуа Киммих Вирджил ван Дейк Жерар Пике Жорди Альба                     | Эден Азар Поль Погба Марко Ройс                   | Лионель Месси Садио Мане Криштиану Роналду                    |
| 2019/20 | Марк-Андре тер Стеген | Трент Александер-Арнольд Вирджил ван Дейк Дайо Упамекано Эндрю Робертсон | Кевин Де Брёйне Джордан Хендерсон Анхель Ди Мария | Лионель Месси Роберт Левандовский Эрлинг Холанн               |

### 2020-е
| Сезон   | Вратарь               | Защитники                                                              | Полузащитники                                  | Нападающие                                               |
| ------- | --------------------- | ---------------------------------------------------------------------- | ---------------------------------------------- | -------------------------------------------------------- |
| 2020/21 | Ян Облак              | Ашраф Хакими Джон Стоунз Рубен Диаш Жуан Канселу                       | Кевин Де Брёйне Бруну Фернандеш Илкай Гюндоган | Лионель Месси Роберт Левандовский Карим Бензема          |
| 2021/22 | Тибо Куртуа           | Трент Александер-Арнольд Вирджил ван Дейк Антонио Рюдигер Жуан Канселу | Кевин Де Брёйне Лука Модрич Бернарду Силва     | Мохаммед Салах Роберт Левандовский Карим Бензема         |
| 2022/23 | Марк-Андре Тер Стеген | Джованни Ди Лоренцо Эдер Милитан Ким Мин Джэ Тео Эрнандес              | Мартин Эдегор Кевин Де Брёйне                  | Лионель Месси Виктор Осимхен Эрлинг Холанн Килиан Мбаппе |
| 2023/24 | Ян Зоммер             | Алехандро Гримальдо Вирджил ван Дейк Антонио Рюдигер Дани Карвахаль    | Винисиус Жуниор Джуд Беллингем Флориан Вирц    | Гарри Кейн Килиан Мбаппе Лаутаро Мартинес                |

### Статистика по игрокам

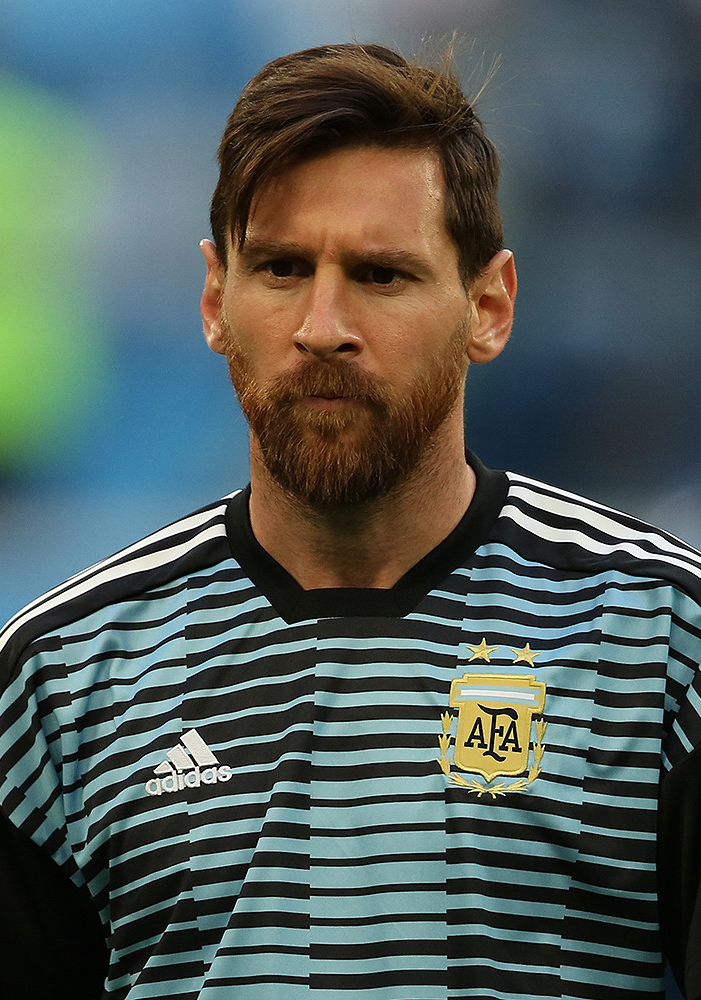
Лионель Месси — 15 раз был включён в символическую сборную сезона от European Sports Media

| Включений | Игрок                 | Первое  | Последнее |
| --------- | --------------------- | ------- | --------- |
| 15        | Лионель Месси         | 2005/06 | 2022/23   |
| 9         | Криштиану Роналду     | 2006/07 | 2018/19   |
| 7         | Роберто Карлос        | 1996/97 | 2003/04   |
| 5         | Дани Алвес            | 2006/07 | 2011/12   |
| 5         | Жерар Пике            | 2010/11 | 2018/19   |
| 5         | Кевин Де Брёйне       | 2017/18 | 2022/23   |
| 4         | Паоло Мальдини        | 1994/95 | 2002/03   |
| 4         | Зинедин Зидан         | 1997/98 | 2003/04   |
| 4         | Кардес Пуйоль         | 2001/02 | 2005/06   |
| 4         | Самюэль Это’о         | 2004/05 | 2010/11   |
| 4         | Златан Ибрагимович    | 2006/07 | 2013/14   |
| 4         | Серхио Рамос          | 2007/08 | 2016/17   |
| 4         | Марк-Андре тер Стеген | 2017/18 | 2022/23   |
| 4         | Вирджил ван Дейк      | 2018/19 | 2023/24   |
| 3         | Алессандро Дель Пьеро | 1995/96 | 1997/98   |
| 3         | Лоран Блан            | 1995/96 | 1998/99   |
| 3         | Рауль                 | 1996/97 | 1999/00   |
| 3         | Жослен Аглома         | 1996/97 | 2000/01   |
| 3         | Кристиан Вьери        | 1997/98 | 2002/03   |
| 3         | Андрей Шевченко       | 1999/00 | 2004/05   |
| 3         | Франческо Тотти       | 2000/01 | 2006/07   |
| 3         | Лусио                 | 2001/02 | 2009/10   |
| 3         | Роналдиньо            | 2003/04 | 2005/06   |
| 3         | Фрэнк Лэмпард         | 2004/05 | 2009/10   |
| 3         | Джон Терри            | 2004/05 | 2009/10   |
| 3         | Арьен Роббен          | 2004/05 | 2014/15   |
| 3         | Неманья Видич         | 2006/07 | 2010/11   |
| 3         | Сеск Фабрегас         | 2007/08 | 2014/15   |
| 3         | Хави                  | 2008/09 | 2011/12   |
| 3         | Мануэль Нойер         | 2011/12 | 2014/15   |
| 3         | Джорджо Кьеллини      | 2012/13 | 2017/18   |
| 3         | Луис Суарес           | 2013/14 | 2015/16   |
| 3         | Роберт Левандовский   | 2019/20 | 2021/22   |